# Сопілка
Сопі́лка (сопілкаⓘ) — народний духовий музичний інструмент, в Україні відомий з княжих часів. 

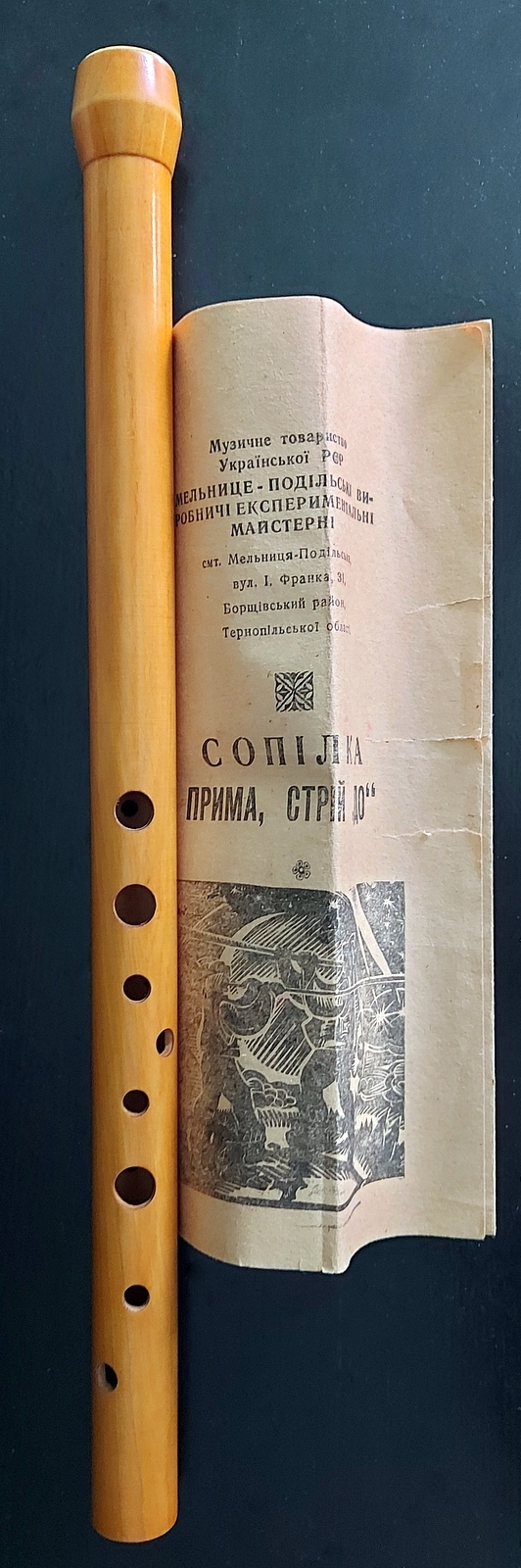
Сучасна фабрична сопілка прима

Виготовлявся із калинової гілки, бузини, ліщини, очерету та ін. Довжина сягала 30-40 см, у нижньому кінці просверлювали 4-5-6 дірочок. У західних регіонах побутували різновиди сопілки — фрілка, денцівка, дводенцівка, флояра.
У наш час є розповсюдженою так звана «концертна» сопілка — на відміну від народної вона має 10 отворів, що забезпечує їй хроматичний звукоряд

## Історія виникнення
За способом видобування звуків сопілка належить до найдавніших духових інструментів: «Скажімо, 5-ти отвірну сопілку з Чернівеччини і комплекс ударних кісток з Чернігівщини датовано 20-ма тисячами років тому», — так висловлює свою думку щодо поширення сопілки в Україні доцент Львівської державної музичної академії ім. М. Лисенка Мирослав Корчинський. Зустрічаємо згадки про цей інструмент в стародавніх літописах східних слов'ян XI ст., пам'ятках старого українського письма Теодосія Печерського, митрополита Київського Кирила, Памфіла (ХІ — ХІІІ ст.), українських піснях, казках, легендах, переказах, творах російських і українських письменників (В. Короленко «Сліпий музикант», Леся Українка «Лісова пісня», М. Коцюбинський «На крилах пісні» та ін.), де описується використання сопілки серед пастухів, скоморохів, чумаків, музикантів на весіллях в усній традиції.
Перші зразки сопілки були технічно недосконалими, мали 6 отворів. За словами М. Лисенка «закриті або відкриті, в різних комбінаціях, ці дірочки змінюють довжину стовпа повітря в дудці, а тим міняють і висоту звука чи тону». Ці інструменти були діатонічними, послуговували до вигравання співів і до танців, в репертуарі присутні «пастуші епічні пісні» (XIV — XVII ст.). Тобто їх використання обмежувалось суто рамками етнографічного середовища. Про це наголошує М. Лисенко: «Сопілку, що затинає звичайні побутові пісні і танці, до троїстої музики не беруть, певно через її не гучний тон. Сопілка є інструмент спеціально пастуший».
Як професійний, академічний, ансамблевий інструмент сопілка починає використовуватися тільки в другій половині XX століття.  
Наприкінці 1920-х років в Україні організовуються перші самодіяльні оркестри українських народних інструментів. Керівники цих колективів поряд із вирішенням різноманітних художньо-стильових завдань, створення репертуару, виховання диригентських кадрів, розпочинають клопітку роботу над удосконаленням музичного інструментарію, створенням оркестрових сімей, організацією ансамблів народних інструментів при оркестрах. Вперше здійснюються спроби поєднати в однорідний ансамбль сім'ю оркестрових сопілок талановитими майстрами-конструкторами, керівниками оркестрових колективів Л. Г. Гайдамакою та В. О. Зуляком. Їхніми послідовниками стали майстри та поціновувачі цього інструмента: Г.Каськун, О. Шльончик, Є. Бобровников, І. Скляр.
Вагомий внесок у справу вдосконалення та реконструкції сопілки здійснив вчитель Ополонівської середньої школи Штепівського району Сумської області Никифор Матвєєв. Його по праву можна вважати першим майстром-сопілкарем в Україні, який виготовив стандартні сопілки-прими (діатонічний стрій, 6 отворів) та басові сопілки. Створені ним перші самодіяльні дитячі колективи сопілкарів (1939, 1940, 1945), їх численні виступи на районних, обласних, республіканських оглядах художньої самодіяльності школярів засвідчили про популярність цього інструмента, високий виконавський рівень цих ансамблів, різноманітність репертуару. Продовжувачами Н. Матвєєва у справі організації ансамблів сопілкарів стали його учні В. Я. Боруха, М. С. Андрусенко та майстри-виконавці В.Зуляк, Є.Бобровников.
Першим концертним інструментом з точною настройкою, хроматичним звукорядом і з тональним перестроювачем типу рухомих целулоїдних кілець, розміщених на поверхні, стала сопілка майстра-конструктора І.Скляра. Основою для удосконалення стала 7-ми отвірна сопілка народного умільця І.Яроша. В процесі роботи над удосконаленням сопілки І.Скляру вдалося виробити сталі принципи виготовлення стандартних інструментів, на яких за допомогою комбінованого перекривання аплікатурних отворів при відповідному струмені повітря можна добути увесь хроматичний звукоряд. Як пише сам І.Скляр «метою цієї клопіткої роботи стало створення основи, на якій склалася б школа гри на сопілці, а також, що головне, виховання виконавців гри на цьому чудовому народному інструменті». Окрім теоретичних обґрунтувань, І.Скляр у своїй книзі «Подарунок сопілкарям», подає нотний додаток, де вміщені рекомендації щодо виконання нотного матеріалу. Серед творів, що увійшли до цієї книги: дуети (сопілки І і ІІ; фортепіано і сопілка; сопілка і бандура); квартети (сопілки І, II, III і фортепіано); квінтети (сопілки І, II, альт, бандури І і ІІ).
Процес удосконалення сопілки на цьому етапі ще не був завершений, Н. Матвєєв ще в кінці 50-х наголошував: «Процес удосконалення і хроматизації сопілки ще не закінчено, їй належить велике майбутнє в сім'ї українських народних інструментів». В 1970 році майстер Д. Ф. Демінчук створює хроматичну сопілку на 10 отворів, де хроматичний звукоряд легко добувається послідовною аплікатурою (її стрій — до мажор, діапазон — від До другої до Соль четвертої октави; нотується на октаву нижче). Відкриваються класи сопілки у вишах, зокрема у Львівській державній консерваторії ім. М. Лисенка (сьогодні музична академія). Серед викладачів спецкласу професор Мирослав Корчинський став активним творцем репертуару та впровадив в навчальний процес «нову, специфічно сопілкову виконавську технологію», що стало результатом його багаторічного досвіду.
Саме в другій половині XX століття сопілка як академічний, професійний народний інструмент отримала своє утвердження завдяки багатьом чинникам, головне місце серед яких належить засновнику сопілкової академічної школи І. Скляру. На цьому наголошує Мирослав Корчинський: «Шанс народитися новою, окремою сопілковою культурою їй дало XX століття».
Українська хроматична сопілка є академічним інструментом, і зараз вона широко використовується у професійних народних оркестрах України.

## Згадки в культурі
Про сопілку складено багато пісень, казок, оповідань. Див. «Лісова пісня» Л. Українки

## Подібні інструменти
- Денцівка
- Джоломіґа
- Півтораденцівка
- Флояра
- Фрілка
- Коса дудка
- Кувиці
- Зозулка
- Окарина
- Козацька труба
- Сурма
- Теленка
- Ріг